# Matt Feiler
Matt Feiler (Strasburg, 7 luglio 1992) è un giocatore di football americano statunitense che milita nel ruolo di guardia per i Tampa Bay Buccaneers della National Football League (NFL).

## Carriera

### Houston Texans
Dopo non essere stato scelto nel Draft NFL, Feiler accettò un invito per partecipare al minicamp dei rookie degli Houston Texans per un provino. Il 16 maggio 2014 firmò un contratto triennale del valore di 1,54 milioni di dollari con la squadra. Nel corso del training camp compete con Tyson Clabo, Anthony Dima, Bryan Witzmann e Will Yeatman per un posto nel roster come offensive tackle di riserva. Il 30 agosto 2014 fu svincolato ma rifirmò con la squadra di allenamento il giorno successivo. Il 31 dicembre 2014 firmò con i Texans un contratto biennale del valore di 1,11 milioni di dollari.
Nel training camp del 2015, Feiler compete per essere un offensive lineman di riserva con Bryan Witzmann, Will Yeatman e Kendall Lamm.
Il 14 settembre 2015 fu svincolato.

### Pittsburgh Steelers
Il 7 settembre 2015 Feiler firmò con la squadra di allenamento dei Pittsburgh Steelers. Nel training camp successivo sfidò  Ryan Harris e  Jerald Hawkins per un posto come uomo di linea di riserva. Il 3 settembre 2016 fu svincolato ma rifirmò con la squadra di allenamento il giorno successivo. L’8 ottobre 2016, he fu promosso nel roster attivo dopo che Harris fu inserito in lista infortunati. Il 17 ottobre 2016 fu svincolato e rifirmò con la squadra di allenamento il giorno successivo. Il 24 gennaio 2017 firmò un nuovo contratto da riserva.
Nek training camp 2017 Feiler compete con Jerald Hawkins, Chris Hubbard, Brian Mihalik, Keavon Milton e Jake Rodgers per un ruolo di riserva. Dopo essersi visto preferiti come offensive tackle di riserva Hawkins e Hubbard, Feiler fu nominato riserva della guardia David DeCastro all’inizio della stagione regolare. Il 24 settembre 2017 fece il suo debutto professionistico nella sconfitta per 23-17 contro i  Chicago Bears nel terzo turno. Il 31 dicembre 2017 disputò la prima gara come titolare nella vittoria per 28-24 sui Cleveland Browns inella settimana 17. La sua annata si chiuse con 5 presenze, di cui una come titolare.
Il 31 gennaio 2018 Feiler firmò un rinnovo di un anno con gli Steelers. Competé con B.J. Finney e Jerald Hawkins per il ruolo di primo offensive tackle di riserva dopo che Chris Hubbard lasciò la squadra. La prima gara come titolare in stagione la dispute nel terzo turno al posto dell’infortunato Marcus Gilbert. Fu nominato tackle destro titolare nella settimana 8 e in quel ruolo dispute 9 delle ultime 10 gare.
Il 13 marzo 2019 gli Steelers scambiarono Gilbert con gli Arizona Cardinals, creando un vuoto nel ruolo di offensive tackle destro titolare, che Feiler si assicurò durante il training camp. Quell’anno disputò tutte le 16 gare come partente.
Il 12 giugno 2020 Feiler rifirmò con gli Steelers. A inizio stagione fu nominato guardia sinistra titolare, iniziando in quel ruolo 13 partite prima di infortunarsi nella settimana 14. Fu inserito in lista infortunati il 14 dicembre 2020. Il 9 gennaio 2021 tornò nel roster attivo.

### Los Angeles Chargers
Il 17 marzo 2021 Feiler firmò un contratto triennale del valore di 15 milioni di dollari con i Los Angeles Chargers. Nelle successive due stagioni disputò tutte le gare come guardia sinistra titolare.
Il 15 marzo 2023 Feiler fu svincolato dai Chargers.

### Tampa Bay Buccaneers
Il 17 aprile 2023 Feiler fimò con i Tampa Bay Buccaneers.